# Årbolsfjället
Årbolsfjället är ett naturreservat i Melleruds kommun i Västra Götalands län.
Området är naturskyddat sedan 2015 och är 65 hektar stort. Reservatet omfattar två separata östbranter ner mot Näsölen.  Reservatet består av granskog med inslag av ädellövträd och andra lövträd..